# Галушко Кирило Юрійович
Кирило Юрійович Галушко (нар. 29 грудня 1973, Київ) — український історик, кандидат історичних наук, науковий співробітник Інституту історії України НАН України, соціолог, викладач, публіцист, блогер, літератор.

## Життєпис
1996 закінчив історичний факультет Київського національного університету імені Тараса Шевченка. 1996 — голова Наукового товариства студентів та аспірантів університету. 1996 — переможець Всеукраїнського конкурсу НАН України для молодих вчених з історії. 2001 захистив кандидатську дисертацію «Український консерватизм В. Липинського в історії європейської суспільно-політичної думки», науковий керівник — проф. Анатолій Буравченков.
1999—2001 — викладач, старший викладач кафедри історії України та зарубіжних країн Київський національний лінгвістичний університет. 2001—2007 — старший науковий співробітник, доцент факультету соціології та психології КНУ ім. Т. Шевченка. 2003 — лауреат університетської премії ім. Т.Шевченка. 2003—2007 — старший науковий співробітник Інституту європейських досліджень НАН України. З 2008 — доцент Інституту соціології, психології та управління Національного педагогічного університету ім. М. П. Драгоманова.
2007—2009 — директор Центру соціогуманітарних досліджень ім. В. Липинського.
2010 - до сьогодні. репетитор із ЗНО та викладач на вебінарах та на освітніх порталах.
З 2010 — голова всеукраїнського Наукового гуманітарного товариства.
З 2013 — старший науковий співробітник Інституту історії України НАНУ.
З 2014 — координатор громадського просвітницького проекту «LIKBEZ. Історичний фронт».
2015—2016 — упорядник 10-томної популярної історії України «Історія без цензури».
2016 — керівник видавничого проекту «Історія українського війська [Архівовано 6 вересня 2016 у Wayback Machine.]»
2015 — автор художнього роману «Майданный семестр».(видавництво «Книги ХХІ»)
2015—2020 — член Громадської ради при Президентові України з питань національної єдності.
2014- до сьогодні. Учасник волонтерського руху з підтримки ЗСУ, консультант ЗСУ, СБУ та ССО. Відвідав з науково-просвітницькими лекціями більше 40 в.ч. вздовж лінії АТО та під час повномасштабної агресії РФ (сапери, артилерія, піхота, снайпери, спецпідрозділи). Лекції проекту "Лікбез" відбулися у більше 60 населених пунктів України від Ужгорода до Волновахи та Маріуполя. У них прояснювалися політика декомунізації та деколонізації. Під час повномасштабної агресії РФ влітку 2023 р. провадив лекції у зоні бойових дій в районі Часів Яр - Бахмут.
2017 - як і усі учасники проекту "Лікбез" визнаний російським судом м.Астрахань, що спенціалізується на визначенні тероризму, учасником терористичної та екстремістської організації. В'їзд в Російську Федерацію заборонено.
2022 - автор книжки "Король Артур: доленосні часи Британії", у друці, видавництво "Ранок". Видання очікує на покращення видавничих умов за умов руйнування харківської поліграфії російськими обстрілами.
2021 - до сьогодні. Співавтор підручників з історії для середніх шкіл під редакцією Ігоря Щупака. Одна з найпопулярніших лінійок підручників з тиражами до 200 тисяч.
2023 - як історик картографії та топонімії України співавтор фундаментального дослідження Канадського інституту українських студій "Eighteen Century Ukraine; New Perspectives on Social, Cultural and Intellectual History. Ed. by Zenon Kohut, Volodymyr Sklokin, Larysa Bilous." KIUS, Toronto-Alberta. Kyrylo Halushko "Ukrainian XVII-XVIII cent. maps: from the "Wild Fields" to the "Cjuntry of Cossacs". P.27-56. Канадський інститут українських студій
2024 - співавтор (разом із Катерина Лобанова) книжки "Пухлина: нариси з історії московського імперіалізму (1147-1917). Частина перша: Сибір, Аляска, Центральна Азія". Київ, вид-во "Віхола" (https://www.vikhola.com/), у друці.
2024 - співавтор монографії під ред А.Гречила "Символи українофобії", де розкриває акти картографічної агресії проти України з боку Росії, Польщі, Угорщини та Румунії. ІІУ НАНУ, ІУА ім.М.Грушевського НАНУ, ГО Геральдичне товариство, "Лікбез. Історичний фронт". У друці вид-ва Юрка Любченка (https://www.rukzachok.kh.ua/).
2024 - автор дитячого літературного циклу на вік 9-12 років "Як миші на Оболоні козакували", що оповідає про мишей як учасників українських визвольних змагань за різних історичних обставин. Містить пізнавальну природничу та історичну інформацію просвітницького характеру та динамічний сюжет патріотичного екшну. У друці у видавництві ПЕТ (Харків https://petbooks.com.ua/).
Автор статей з історичної публіцистики у виданнях «Український тиждень», «День (газета)», сайтах «Україна Incognita», «Українська правда», «Історична правда», «ЛітАкцент», «Дзеркало тижня». Постійний учасник історичних дискусій та програм на радіо та телебаченні.
Коло наукових інтересів — консерватизм, політична історія XX ст., історія Британії, історія націоналізму, воєнно-історична реконструкція, популяризація історії, історія картографії, історична географія, історія російського імперіалізму, картографічна агресія.
Автор батьківського блогу про виховання дітей "Діалоги з Младенцем". Дружина: Катерина Лобанова, історикиня, пам'яткоохоронниця, дослідниця історії російського імперіалізму, співавторка. Батько двох дітей: Катерина Галушко, бакалавр всесвітньої історії Університету Клайпеда (Литва), магістр археології (КНУ ім. Т.Шевченка), публікувалася у виданні "Vita antiqua" (https://vitaantiqua.org.ua/uk/головна) нар. у 2003 р., та Данила Галушка (нар. у 2012), юного натураліста, дослідника зоології в Київському зоопарку по спеціалізації "гризуни", учасника співпраці Київзоо (https://zoo.kyiv.ua/klub-junih-naturalistiv/) з європейськими дослідницькими зоологічними спільнотами та гуманітарних акцій, зокрема у лікарні "Охматдит" щодо психологічної реабілітацій дітей, що постраждали від російської агресії. 

## Основні публікації
- Галушко К. Консерватор на тлі доби: В'ячеслав Липинський і суспільна думка європейських «правих». — Київ: Темпора, 2002. — 288 с.[4];
- Галушко К. Давня Шотландія: Навчальний посібник / МОНУ; Київський національний лінгвістичний ун-т; Науковий ред. Ю.Терещенко. — Київ: Видавничий центр КНЛУ, 2003. — 180 с.
- Етносоціологія: терміни та поняття: Навчальний посібник / КНУТШ. Центр сучасного суспільствознавства. — Київ: Фенікс, 2003. — 280 с.
- Етнонаціональна структура українського суспільства: Довідник / КНУТШ; Фак. соціології та психології. — Київ: Наукова думка, 2004. — 344 с.
- Галушко К. Ю. Кельтская Британия: племена, государства, династии с древности до конца XV в. Учебное пособие. — К.: Атика, 2005. — 324 с.
- Британія у стародавню та середньовічну добу. Навчальний посібник. ‒ К.: Либідь, 2007.
- Етносоціологія. Етнічна динаміка українського суспільства. ‒ К.: Либідь, 2007.
- Украинский национализм: ликбез для русских, или кто и зачем придумал Украину. ‒ К.: Темпора, 2010.[5] (рос.)
- Держава і суспільство в Україні: історія і сучасність (Матеріали до Національної доповіді НАН України 2013 р.) / НАН України. Інститут історії України. — К.: Інститут історії України, 2013. — 168 с. (співавтор В. В. Головко)
- Галушко К. У пошуку common sense: до дискусії з приводу національного ґранд-наративу // Український історичний журнал. — 2013. — № 1. — С. 4-23.[6]
- Галушко К. Україна на карті Європи: науково-популярне видання. — К.: Інститут історії України, 2014. — 143 с.
- Кирилл Галушко. Майданный семестр. Роман. — Черновцы: Книги XXI століття, 2015.
- Галушко К. Український націоналізм. Короткий курс з історії України / Наук. ред. І. Гирич. ‒ К.: А-БА-БА-ГА-ЛА-МА-ГА, 2017. ‒ 130 c.[7]
- Галушко К. Российская империя. ‒ Х: Книжковий клуб «Клуб сімейного дозвілля». 2019.[8]
- Галушко К. Всемирная история. Викинги. История Завоеваний. ‒ Х: Книжковий клуб «Клуб сімейного дозвілля». 2019. Рус. пер.: Галушко Кирилл. Всемирная история. Викинги. История Завоеваний. — М.: Клуб семейного досуга, 2020. — 320 c. — ISBN 978-617-12-7125-8.
- Енциклопедія історії України: Україна—Українці. ‒ Кн. 2 / Редкол.: В. А. Смолій (голова редкол.), Г. В. Боряк (заст. голови), Я. В. Верменич, В. Ф. Верстюк, С. В. Віднянський, В. М. Даниленко, Л. О. Зашкільняк, С. В. Кульчицький (заст. голови), О. Є. Лисенко, О. П. Реєнт, О. С. Рубльов (відп. секр.), О. П. Толочко, О. А. Удод, Л. Д. Якубова, О. В. Ясь. НАН України. Інститут історії України. ‒ К.: «Наукова думка», 2019. ‒ 842 с — ISBN 978-966-00-1740-5.[9]